# هوغو سالسيدو
هوغو سالسيدو (بالإنجليزية: Hugo Salcedo)‏ (25 يناير 1946 بغوادالاخارا في المكسيك - ) هو مدرب كرة قدم ولاعب كرة قدم أمريكي في مركز الهجوم، شارك في الألعاب الأولمبية الصيفية 1972.

## وصلات خارجية
- هوغو سالسيدو على موقع الاتحاد الدولي (مؤرشف)  (الإنجليزية)
- هوغو سالسيدو على موقع أوليمبيديا (الإنجليزية)